# Pečar
Pačar je priimek več znanih Slovencev.

## Znani nosilci priimka
- Albert Pečar (1943—2006), politik, župan
- Ana Pečar (*1977), večmedijska umetnica (video, zvok, performans, vidžej)
- Andrej Pečar, kapitan bojne ladje SV
- Bojan Pečar (1931—1983), filatelist
- Bojan Pečar (1960—1998), kitarist skupine Ekatarina velika (EKV)
- Borut Pečar (1931—2009), arhitekt in karikaturist, telovadec
- Darja Pečar, kemičarka
- Franc Pečar (1904—1945), duhovnik
- Franc Pečar, inž. strojn./metalurg.?, prvi direktor Litostroja (1947-54), nato 1. direktor Tomosa (oče Tamare Griesser Pečar)
- Janez Pečar (1924—2021), pravnik, kriminolog, penolog, univ. prof.
- Jelka Pečar, šolnica, kulturna delavka, galeristka
- Josip (Jožef) Pečar (1838—1914), duhovnik
- Ludvik Pečar (1903—1988), amaterski gledališčnik
- Maja Pečar (*1980), arhitektka
- Maks Pečar (1907—1941),  komunist, partizan, narodni heroj
- Mara Apih-Pečar (1900—1941), učiteljica, gledališčnica
- Marijan Pečar (*1971), obikovalec, ilustrator, risar
- Marjan Pečar (1941—2019) smučarski skakalec
- Miha Pečar (*1980), kipar
- Nina Pečar (*1990), likovna umetnica - slikarka, oblikovalka, fotografinja; glasbenica - inštrumentalistka, aranžerka; pesnica
- Radivoj Pečar, športni - kolesarski delavec
- Slavko Pečar (*1948), farmacevt, univ. profesor
- Srečko Pečar (1929—2002), agronom, strokovnjak za govedorejo
- Tamara Griesser Pečar (*1947), zgodovinarka
- Tanja (Tatjana) Pečar, odvetnica, "prva dama" (partnerka Boruta Pahorja)
- Zdravko Pečar (1950—2025), atlet - metalec diska, ekonomist, doc.
- Zdravko Pečar (1922—1993), jugoslovanski novinar, pisatelj in diplomat (hrvaškega rodu)